# Liste der Burgen und Schlösser an der Emscher
Die Liste der Burgen und Schlösser an der Emscher ist eine Aufstellung aller mittelalterlichen Adelssitze, Burgen und Festungen direkt am Verlauf des Flusses Emscher. Nicht aufgeführt sind Zier- und Nachbauten, die nie als Wohngebäude oder zur Verteidigung genutzt wurden.

## Burgen, Schlösser und Adelssitze
| Lage | Bezeichnung                 | Funktion                                                                                                 | Erhaltungszustand |
| ---- | --------------------------- | --- | --- |
|      | Haus Dudenroth Lage         | ehemalige Fliehburg, dann landtagsfähiges Rittergut, zuletzt noch repräsentativer Gutshof in Holzwickede | Die Reste der alten Burg wurden ab 1840 abgerissen und durch einen neuen Gutshof ersetzt. Dieser wurde 1976 abgerissen.               |
|      | Haus Rodenberg Lage         | Wasserburg in Aplerbeck                                                                                  | Vorburg erhalten |
|      | Haus Heithoff Lage          | Wasserburg in Schüren                                                                                    | 1972 abgerissen |
|      | Hörder Burg Lage            | ehemalige Wasserburg in Hörde                                                                            | teilweise erhalten |
|      | Schloss Brünninghausen Lage | ehemalige Wasserburg in Dortmund                                                                         | 1945 bei einem Bombenangriff auf das Hoesch-Gelände zerstört, einige Nebengebäude erhalten                                            |
|      | Haus Dorstfeld              | hochmittelalterliche Befestigung in Dorstfeld (1388–1390)                                                | nicht erhalten |
|      | Haus Wischlingen Lage       | hochmittelalterliches Rittergut in Huckarde                                                              | nicht erhalten |
|      | Schloss Westhusen Lage      | Wasserschloss in Westerfilde 1322                                                                        | erhalten |
|      | Haus Bodelschwingh Lage     | Wasserschloss in Bodelschwingh                                                                           | erhalten |
|      | Haus Dorloh Lage            | Adelssitz in Dingen                                                                                      | erhalten |
|      | Haus Mengede Lage           | | 1968 abgebrochen, Grundmauern als Bodendenkmal erhalten                                                                               |
|      | Haus Ickern Lage            | Adelssitz in Ickern                                                                                      | 1944 durch Sprengbomben zerstört |
|      | Henrichenburg Lage          | | 1787 abgebrochen, Wallanlagen als Bodendenkmal markiert                                                                               |
|      | Schloss Bladenhorst Lage    | Wasserschloss                                                                                            | erhalten |
|      | Schadeburg Lage             | Wasserburg in Herne-Börnig                                                                               | nicht erhalten |
|      | Schloss Strünkede Lage      | Wasserschloss in Herne-Baukau, Stammsitz der Ritter und Freiherren von Strünkede.                        | Vollständig erhalten, Sitz des Emschertal-Museums                                                                                     |
|      | Haus Crange Lage            | Wasserburg als Rittersitz in Herne-Crange                                                                | 1962 bis 2000 verfallen, seit 2012 „gepflegte Ruine“                                                                                  |
|      | Schloss Grimberg Lage       | Wasserschloss in Gelsenkirchen-Bismarck,                                                                 | nach Kriegsschäden bis 1950 zur Ruine verfallen, in den 1960er Jahren abgerissen, keine Überreste, Kapelle am Schloss Herten erhalten |
|      | Haus Darl Lage              | Rittergut in Gelsenkirchen-Erle                                                                          | Reste um 1975 abgerissen |
|      | Haus Balken Lage            | Rittergut in Gelsenkirchen-Buer                                                                          | Reste des Hauses nach dem Zweiten Weltkrieg abgetragen                                                                                |
|      | Schloss Berge Lage          | Wasserschloss in Gelsenkirchen-Buer                                                                      | erhalten |
|      | Schloss Horst Lage          | bedeutendes Wasserschloss in Gelsenkirchen                                                               | Verfall seit dem 19. Jahrhundert, von 1994 bis 1999 durch Jochem Jourdan restauriert und wieder aufgebaut                             |
|      | Burg Vondern Lage           | Wasserburg in Oberhausen-Osterfeld, Öffentlich zugänglich                                                | Vollständig erhalten |
|      | Kommende Welheim Lage       | Wasserburg als Sitz der Kommende des Deutschen Ritterordens                                              | Reste 1954 abgetragen |
|      | Haus Knippenburg Lage       | Bottrop                                                                                                  | 1962 gesprengt |
|      | Haus HoveLage               | Bottrop-Vonderort                                                                                        | Torhaus und Reste erhalten |
|      | Haus Ripshorst Lage         | Gutshof als Rittersitz in Oberhausen, Informationszentrum Schutzgemeinschaft Deutscher Wald              | erhalten |
|      | Schloss Oberhausen Lage     | nach Kriegsschäden Ende der 1950er Jahre nach alten Originalplänen neu errichtet                         | |
|      | Kastell Holten Lage         | Wasserburg in Oberhausen-Holten                                                                          | teilweise erhalten |
|      | Motte Roulersburg           | Motte zwischen Leitstrasse und Emscher in Dinslaken                                                      | Erdhügel. Jetzt unter der Deponie verschüttet.                                                                                        |
|      | Burg Dinslaken Lage         | Wasserburg in Dinslaken                                                                                  | teilweise erhalten |